# Arata Fujiwara
Arata Fujiwara född 12 september 1981, är en japansk långdistanslöpare. Han deltog vid Olympiska sommarspelen 2012, där han tävlade i maraton och slutade på 45:e plats.